# مون سونج-مين
مون سونج-مين (14 سبتمبر 1986 في كوريا الجنوبية - ) (الكورية: 문성민) هو لاعب كرة طائرة شاطئية ولاعب كرة طائرة كوريا الجنوبية في مركز مهاجم ‏. شارك في دورة الألعاب الآسيوية 2006 ودورة الألعاب الآسيوية 2010. ولعب مع نادي فريدريشسهافن ‏.

## وصلات خارجية
- مون سونج-مين على موقع الاتحاد الأوروبي (الإنجليزية)
- مون سونج-مين على موقع عالم الكرة الطائرة (الإنجليزية)